# Olena Olefirenko
Olena Ivanivna Olefirenko –en ucraniano, Олена Іванівна Олефіренко– (Novoyavorivsk, URSS, 11 de abril de 1978) es una deportista ucraniana que compitió en remo.
Ganó dos medallas de oro en el Campeonato Europeo de Remo, en los años 2007 y 2008, ambas en la prueba de cuatro scull.
Participó en dos Juegos Olímpicos de Verano, en los años 2004 y 2008, ocupando el cuarto lugar en Pekín 2008, en la prueba de cuatro scull. Sus resultados en Atenas 2004 fueron anulados debido a dopaje.

## Palmarés internacional
| Campeonato Europeo | Campeonato Europeo | Campeonato Europeo | Campeonato Europeo |
| Año                | Lugar              | Medalla            | Prueba             |
| ------------------ | ------------------ | ------------------ | ------------------ |
| 2007               | Poznań (Polonia)   | Medalla de oro     | Cuatro scull       |
| 2008               | Maratón (Grecia)   | Medalla de oro     | Cuatro scull       |